# Diocesi di Ruspe
La diocesi di Ruspe (in latino Dioecesis Ruspensis) è una sede soppressa e sede titolare della Chiesa cattolica.

## Storia
Ruspe, identificabile con Henchir-Sbia nell'odierna Tunisia, è un'antica sede episcopale della provincia romana di Bizacena.
Sono cinque i vescovi documentati di Ruspe. Il cattolico Secondo intervenne alla conferenza di Cartagine del 411, che vide riuniti assieme i vescovi cattolici e donatisti dell'Africa romana; in quell'occasione la sede non aveva vescovi donatisti. Probabilmente questo Secondo è da identificare con il vescovo omonimo, menzionato senza indicazione della sede di appartenenza tra i partecipanti al concilio della Bizacena celebrato il 24 febbraio 418.
Il nome di Stefano Ruspensis figura al 102º posto nella lista dei vescovi della Bizacena convocati a Cartagine dal re vandalo Unerico nel 484; Stefano, come tutti gli altri vescovi cattolici africani, fu condannato all'esilio.
Il vescovo più noto di Ruspe fu san Fulgenzio, scrittore ecclesiastico, la cui Vita venne scritta dal diacono cartaginese Ferrando. Nato nel 468, Fulgenzio fu ordinato vescovo di Ruspe nel 508 e morì, dopo 25 anni di episcopato, il 1º gennaio 533. Fulgenzio è ricordato nel Martirologio romano alla data del 1º gennaio.
La Vita di Fulgenzio racconta che solo un anno dopo fu eletto il nuovo vescovo di Ruspe, Feliciano, amico di Ferrando; questi gli dedicò la vita del santo vescovo e gli scrisse una lettera. Feliciano prese parte al concilio cartaginese del 536.
L'ultimo vescovo conosciuto di Ruspe è Giuliano, che sottoscrisse la lettera sinodale dei vescovi della Bizacena riuniti in concilio nel 646 per condannare il monotelismo e indirizzata all'imperatore Costante II.
Dal XVIII secolo Ruspe è annoverata tra le sedi vescovili titolari della Chiesa cattolica; dall'11 agosto 2023 il vescovo titolare è Alejandro Musolino, S.D.B., vescovo ausiliare di Córdoba.

## Cronotassi

### Vescovi
- Secondo † (prima del 411 - dopo il 418 ?)
- Stefano † (menzionato nel 484)
- San Fulgenzio † (508 - 1º gennaio 533 deceduto)
- Feliciano † (gennaio 534 - dopo il 536)
- Giuliano † (menzionato nel 646)

### Vescovi titolari
- Vincenzo de Via † (19 dicembre 1757 - 31 gennaio 1762 succeduto vescovo di Tino e Micono)
- Manuel Obellar, O.P. † (29 gennaio 1778 - 7 settembre 1789 deceduto)
- Grgo Ilijić, O.F.M. † (30 settembre 1796 - 1º marzo 1813 deceduto)
- Edward Bede Slater, O.S.B. † (18 giugno 1818 - 15 luglio 1832 deceduto)
- Romualdo Jimeno Ballesteros, O.P. † (2 agosto 1839 - 19 gennaio 1846 nominato vescovo di Cebu)
- Spiridion-Salvatore-Costantino (Antonio Maria) Buhadgiar, O.F.M.Cap. † (12 agosto 1884 - 10 agosto 1891 deceduto)
- Spiridion Poloméni † (26 febbraio 1892 - 12 settembre 1930 deceduto)
- Joseph Louis Aldée Desmarais † (30 gennaio 1931 - 20 giugno 1939 nominato vescovo di Amos)
- Thomas Tien Ken-sin, S.V.D. † (11 luglio 1939 - 18 febbraio 1946 nominato cardinale presbitero di Santa Maria in Via)
- Joseph Carroll McCormick † (11 gennaio 1947 - 25 giugno 1960 nominato vescovo di Altoona-Johnstown)
- David Monas Maloney † (5 novembre 1960 - 2 dicembre 1967 nominato vescovo di Wichita)
- Horacio Arturo Gómez Dávila † (3 luglio 1968 - 15 settembre 1974 deceduto)
- Enzo Ceccarelli Catraro, S.D.B. † (5 ottobre 1974 - 15 novembre 1998 deceduto)
- Vlado Košić (29 dicembre 1998 - 5 dicembre 2009 nominato vescovo di Sisak)
- Rafael Biernaski (10 febbraio 2010 - 24 giugno 2015 nominato vescovo di Blumenau)
- Nuno Manuel dos Santos Almeida (21 novembre 2015 - 19 maggio 2023 nominato vescovo di Braganza-Miranda)
- Alejandro Musolino, S.D.B., dall'11 agosto 2023